# Monique Tarbès
Pour les articles homonymes, voir Tarbès.
Monique Tarbès, née Monique Angleraud le 22 mai 1934 dans le 14e arrondissement de Paris, est une comédienne et chanteuse française.

## Biographie
Monique Tarbès a travaillé pour le cinéma, pour la télévision et le théâtre. Elle a été pendant les années 1960 et les années 1970 une figure populaire du petit écran.
Elle a joué deux fois dans l'émission Au théâtre ce soir, notamment dans Le Don d'Adèle.

## Vie privée
Monique Tarbès a pour premier époux le chef opérateur Jean-Jacques Tarbès, de qui elle tient son nom de scène et avec lequel elle a une fille Catherine Tarbès. En secondes noces elle épouse le chanteur Gilles Dreu (1934-2025), le couple a un fils prénommé Baptiste.

## Filmographie

### Cinéma
- 1959 : Katia de Robert Siodmak : rôle non précisé[4]
- 1965 : La Pierre et la Corde (court métrage) de Jean-Louis van Belle : rôle non précisé[4]
- 1965 : La Bonne Occase de Michel Drach : Noémie, la conductrice de taxi
- 1965 : L'Or du duc de Jacques Baratier : Monique de Talois-Minet
- 1966 : Les Combinards de Juan Estelrich, Riccardo Pazzaglia et Jean-Claude Roy : Angèle, la fille aux dents en or
- 1968 : Les Cracks d'Alex Joffé : Delphine Duroc
- 1971 : Fantasia chez les ploucs de Gérard Pirès : Madame Horne
- 1972 : L'Ingénu de Norbert Carbonnaux : Appoline
- 1973 : Ah ! Si mon moine voulait... (Les Joyeux Compères) de Claude Pierson : Maîtresse Lamothe
- 1973 : Le Magnifique de Philippe de Broca : Madame Berger
- 1974 : Le Trio infernal de Francis Girod : une infirmière
- 1976 : La Grande Récré de Claude Pierson : Madame Tardieu
- 1976 : Lumière de Jeanne Moreau : Claire
- 1976 : L'Année sainte de Jean Girault : la féministe dans l'avion
- 1978 : Tendre Poulet de Philippe de Broca : la dame pipi
- 1984 : Un été d'enfer de Michael Schock : Germaine, la secrétaire
- 1985 : Le téléphone sonne toujours deux fois de Jean-Pierre Vergne : une mère dans la rue
- 2007 : 72/50 (moyen métrage) d'Armel de Lorme et Gauthier Fages de Bouteiller : rôle non précisé[4]

### Télévision
- 1964 : Le Théâtre de la jeunesse : La Sœur de Gribouille d'Yves-André Hubert : Rose
- 1965 : Rocambole, épisode La Belle Jardinière de Jean-Pierre Decourt : Lisa
- 1966 : Le Théâtre de la jeunesse : Les Deux Nigauds de René Lucot : Prudence
- 1966 : Anatole de Jean Valère : Annie
- 1971 : Arsène Lupin, épisode L'Agence Barnett de Jean-Pierre Decourt : Berthe
- 1972 : Au théâtre ce soir : Le Don d'Adèle de Pierre Barillet et Jean-Pierre Grédy, mise en scène Jean Le Poulain, réalisation Pierre Sabbagh, Théâtre Marigny : Adèle
- 1974 : Malaventure, épisode Un plat qui se mange froid : Mme Brunet
- 1976 : Messieurs les jurés, épisode L'affaire Craznek de Michel Genoux : Solange Gueugnon
- 1976 : Au théâtre ce soir : Une femme presque fidèle de Jacques Bernard, mise en scène Jacques Mauclair, réalisation Pierre Sabbagh, Théâtre Édouard VII : Lacueillette
- 1978 : Les Brigades du Tigre, épisode Les Enfants de la Joconde de Victor Vicas : Viviane
- 1978 - 1982 : 1, rue Sésame (émission pour la jeunesse sur TF1) : Clémence
- 1980 : La Plume de Robert Valey : Ginette, la coiffeuse
- 1981 : Société Amoureuse à Responsabilité Limitée de Christian-Jaque : Ruth
- 1981 : Ursule Mirouët de Marcel Cravenne : Zélie
- 1981-1987 : Droit de réponse réalisé par Maurice Dugowson : voix des Rebuts de presse
- 1983 : La métamorphose de Jean-Daniel Verhaeghe d'après Franz Kafka
- 1983 : Pauvre Eros de Georges Régnier : une dame au volant
- 1985 : Clémentine de Bruno-René Huchez : Hélice (voix)
- 1987 : Passe-temps de José-Maria Berzosa : la mère du bébé enlevé
- 1988 : Sueurs froides, épisode Dernier week-end d'Hervé Palud : Mme Verdier
- 1989 : Marc et Sophie, épisode Qui a été enlevé ? : La contractuelle
- 1991 : Appelez-moi Tonton de Dominique Baron : Mme Daoulas
- 2002 : Une femme d'honneur, épisode Secret de famille de Marion Sarraut : Camille

## Théâtre
- 1964 : L'Échappée belle de Romain Bouteille et Henri Garcin, Théâtre La Bruyère
- 1966 : Le Knack de Ann Jellicoe (en), mise en scène Michel Fagadau, Théâtre de la Gaîté-Montparnasse
- 1968 : Désiré de Sacha Guitry, mise en scène Pierre Dux, Théâtre du Palais-Royal
- 1968 : Le Renard et la Grenouille de Sacha Guitry, mise en scène Pierre Dux, Théâtre du Palais-Royal
- 1970 : Des pommes pour Ève de Gabriel Arout, mise en scène Georges Vitaly, Théâtre La Bruyère
- 1971 : Rintru pa trou tar hin ! de François Billetdoux, mise en scène Serge Peyrat, Théâtre de la Ville
- 1972 : Le Tombeur de Neil Simon, mise en scène Emilio Bruzzo, Théâtre de la Madeleine
- 1972 : Le Don d'Adèle de Pierre Barillet et Jean-Pierre Grédy, mise en scène Jean Le Poulain, Théâtre Marigny
- 1973 : On purge bébé de Georges Feydeau, mise en scène Jean Meyer, Théâtre des Célestins
- 1974 : Folies bourgeoises de Roger Planchon, mise en scène de l'auteur, Comédie de Saint-Étienne
- 1974 : Bonne fête Amandine d'Albert Husson, mise en scène Jacques Mauclair, Théâtre des Célestins
- 1976 : Folies bourgeoises de Roger Planchon, mise en scène de l'auteur, Théâtre de la Porte-Saint-Martin
- 1976 : Boeing-Boeing de Marc Camoletti, tournée Baret : Berthe
- 1976 : Citrouille de Jean Barbeau, mise en scène de Dominique Serreau, Théâtre de la Tempête
- 1977 : Les Femmes savantes de Molière, mise en scène de Jean Meyer, Théâtre des Célestins
- 1980 : Steack House de Victor Haïm
- 1986 : Le Terrain Bouchaballe de Max Jacob, mise en scène de Jacques Rosner, avec Maurice Chevit, Théâtre national de Chaillot
- 2000 : Joyeuses Pâques de Jean Poiret, mise en scène Bernard Murat, Théâtre des Variétés
- 2002 : Putain de soirée de et mise en scène Daniel Colas, Théâtre du Gymnase
- 2010 : Thé et confidences de Julien Antonin, mise en scène Henri Lazarini, Théâtre Galli, Sanary-sur-Mer[5]